# Графа
Владимир Кирилов Ампов (роден на 21 юли 1978), познат с артистичния си псевдоним Графа, е известен български поп певец, композитор и музикален продуцент. Син е на музикантите Тони Ампова и Кирил Ампов, и двамата част от трио „Спешен случай“.

## Биография

### Ранни години
Първото участие на Графа пред публика е през 1988 г., когато той е на 10 години и заедно с трио „Спешен случай“ изпява песента „Мама, татко и аз“ пред публика. Следва продължението „Мама, татко и аз №2“ и първата му солова песен „Мандарини“. Дебютният албум „Гумени човечета“ излиза на 29 ноември 1993 г. В края на 1994 г. излиза първи винилов макси сингъл: All Right, Baby, а през следващата година и вторият – Jump in the river. На 21 юли 1995 г. печели голямата награда на фестивала „Синята перла на Ровин“ в Хърватия.

### Треньор в „Гласът на България“
През 2017, 2018, 2019, 2020, 2024 година Графа е треньор в пет сезона на музикалното риалити „Гласът на България“, което се излъчва по БТВ.
Графа пише сингли за някои български изпълнители, между които Руши Видинлиев („Хотел **“, „БГ ТВ“), Любо Киров („Отново вярвам“), БУБА („Напред-назад“), Мария Илиева („Идваш към мен“, „Минало“), Петър Антонов (5.45 АМ), Маги Джанаварова и Нора Караиванова („Колко струваш“), Николай Манолов („Как го правиш“), Михаела Филева („Опасно близки“, „Приливи и отливи“, „Инкогнито“ и др.), Дивна („Моята музика“), Вензи („Щом ти си до мен“ и др.), Виктория Георгиева („Част от мен“, „Незавършен роман“), Поли Генова („Още“), Лидия Ганева („Вълшебен ден“, „Милиони причини“), Нели Рангелова („Вкус на мед“), Радко Петков („Ябълката на раздора“).

## Личен живот
На 9 ноември 2008 г. се жени за дългогодишната си приятелка Мария, а навръх Великден (19 април 2009 г.) му се ражда син – Крис. На 31 юли 2011 г. се ражда дъщеря му Никол.

## Награди
| Година | Награда                                 | Песен / Композитор                                  | Фестивал                                      | Град / Държава           |
| ------ | --------------------------------------- | --------------------------------------------------- | --------------------------------------------- | ------------------------ |
| 1995   | Голямата награда                        | „Боксьорът“                                         | Международен фестивал Синята перла на Ровин“  | Ровин, Хърватия          |
| 1995   | Награда за най-добро сценично поведение | „Боксьорът“                                         | Международен фестивал Синята перла на Ровин“  | Ровин, Хърватия          |
| 2001   | Награда за най-добър текст              | „Давам всичко за теб“                               | Годишните награди на МелоТвМания, БНТ         | София, България          |
| 2003   | Изпълнител на годината                  |                                                     | Годишните музикални награди на БГ Радио       | София, България          |
| 2003   | Песен на годината                       | „Искам те“                                          | Годишните музикални награди на БГ Радио       | София, България          |
| 2003   | Албум на годината                       | „Искам те“                                          | Годишните музикални награди на БГ Радио       | София, България          |
| 2004   | Изпълнител на годината                  |                                                     | ТВ ММ                                         | Варна, България          |
| 2005   | Изпълнител на годината                  |                                                     | ТВ ММ                                         | Велико Търново, България |
| 2005   | Песен на годината                       | „Ако има рай“                                       | ТВ ММ                                         | Велико Търново, България |
| 2005   | Награда за най-добър текст              | „Ако има рай“                                       | Годишните музикални награди на БГ Радио       | София, България          |
| 2005   | Албум на годината                       | „Ако има рай“                                       | Годишните музикални награди на БГ Радио       | София, България          |
| 2006   | Изпълнител на годината                  |                                                     | ТВ ММ                                         | София, България          |
| 2006   | Изпълнител на годината                  | Годишните музикални награди на БГ Радио             |                                               | София, България          |
| 2006   | БГ Композитор                           |                                                     |                                               | София, България          |
| 2007   | Изпълнител на годината                  |                                                     |                                               | София, България          |
| 2007   | БГ текст                                | „Най-щастливият човек на света“                     |                                               | София, България          |
| 2007   | БГ Композитор                           |                                                     |                                               | София, България          |
| 2007   | Изпълнител на годината                  |                                                     | ТВ ММ                                         | София, България          |
| 2008   | Изпълнител на годината                  |                                                     | Годишните музикални награди на БГ Радио       | София, България          |
| 2008   | Изпълнител на десетилетието             |                                                     | Музикалните награди на десетилетието на ТВ ММ | София, България          |
| 2009   | БГ Текст                                | „Враг“                                              | Годишните музикални награди на БГ Радио       | София, България          |
| 2009   | БГ видеоклип                            | „Враг“                                              | Годишните музикални награди на БГ Радио       | София, България          |
| 2009   | Best SEE Pop Artist of 2009             |                                                     | SEE ME                                        | София, България          |
| 2009   | Дует на годината                        | „Чуваш ли ме“ с Мария Илиева                        | Наградите на ФЕН ТВ                           | София, България          |
| 2010   | БГ Текст                                | „Оставяш следи“                                     | Годишните музикални награди на БГ Радио       | София, България          |
| 2010   | Изпълнител на годината                  |                                                     | Наградите на ФЕН ТВ                           | София, България          |
| 2012   | Албум на годината                       | „Невидим“                                           | Годишните музикални награди на БГ Радио       | София, България          |
| 2012   | БГ видеоклип                            | „Заедно“ Орлин Павлов и Любо Киров                  | Годишните музикални награди на БГ Радио       | София, България          |
| 2012   | БГ хит на годината                      | „Дим да ме няма“ с Бобо и Пе4енката                 | FRESH AWARDS – radio FRESH                    | София, България          |
| 2013   | БГ изпълнител на годината               |                                                     | Годишните музикални награди на БГ Радио       | Благоевград, България    |
| 2013   | Албум на годината                       | „Дим да ме няма“                                    | Годишните музикални награди на БГ Радио       | Благоевград, България    |
| 2013   | БГ песен                                | „Дим да ме няма“                                    | Годишните музикални награди на БГ Радио       | Благоевград, България    |
| 2013   | БГ текст                                | „Секунда“ (Графа, Любо и Бобо)                      | Годишните музикални награди на БГ Радио       | Благоевград, България    |
| 2014   | Хит на годината                         | „А дано, ама надали“, Графа, Михаела Филева и ВенЗи | „Български музикални награди“ BOX TV          | София, България          |
| 2014   | Най-добро клубно и поп изпълнение       | „Седемте езера“                                     | „Български музикални награди“ BOX TV          | София, България          |
| 2014   | Музикален продуцент на годината         | Монте Мюзик                                         | „Български музикални награди“ BOX TV          | София, България          |
| 2014   | #3 Българска знаменитост                |                                                     | FORBES                                        | България                 |
| 2016   | БГ текст                                | „Моменти“                                           | Годишните музикални награди на БГ Радио       | Благоевград, България    |
| 2017   | Албум на годината                       | „Моменти“                                           | Годишните музикални награди на БГ Радио       | Благоевград, България    |

## Дискография

### Студийни албуми
| Година | Албум                                                    | Вид               | Издател           | Каталожен номер |
| ------ | -------------------------------------------------------- | ----------------- | ----------------- | --------------- |
| 2025   | „Синергия“                                               | CD, LP, USB drive | Монте Мюзик       |                 |
| 2023   | „Вековна гора“                                           | CD и LP           | Монте Мюзик       |                 |
| 2020   | „БГ Версия“                                              | CD                | Монте Мюзик       |                 |
| 2019   | „Страничен наблюдател“                                   | CD и LP           | Монте Мюзик       |                 |
| 2018   | „Концерт на Графа в Арена Армеец“                        | DVD 1,2 и CD      | Монте Мюзик       |                 |
| 2016   | „Моменти“                                                | CD и LP           | Монте Мюзик       |                 |
| 2015   | „12 Нощ (Original Soundtrack)“                           | CD                | Монте Мюзик       |                 |
| 2012   | „Дим да ме няма“                                         | CD и DVD          | Монте Мюзик       |                 |
| 2010   | „Невидим“                                                | CD                | Монте Мюзик       | МК 55239        |
| 2008   | Greatest hits                                            | CD                | Монте Мюзик       |                 |
| 2007   | „Честно в очи“                                           | CD и МС           | Жокер медиа       |                 |
| 2004   | „Ако има рай“                                            | CD и МС           | Жокер медиа       | MK 18135        |
| 2003   | „Искам те“                                               | CD и МС           | Жокер медиа       | MK 14016        |
| 2001   | „Давам всичко за теб“                                    | CD и МС           | Жокер медиа       |                 |
| 2000   | „Глава“                                                  | CD сингъл         | Едита             |                 |
| 1999   | „Токов удар“ (електро-спектакъл – саундтрак към мюзикъл) | CD                | АвеНю Продакшънс  | АVECD 004       |
| 1998   | „6 е по-добре“                                           | CD и МС           | Маркос мюзик      | ММ 20101 – 2    |
| 1998   | „Глас“                                                   | CD сингъл         | Маркос мюзик      |                 |
| 1997   | Jump in the river                                        | LP                | Морис Мюзик       |                 |
| 1997   | Emotion                                                  | CD сингъл         | Токо Интернешънъл |                 |
| 1996   | „Зелен хайвер“                                           | CD и МС           | UBP International |                 |
| 1993   | „Гумени човечета“                                        | МC                | Унисон старс      |                 |
| 1993   | All right, baby                                          | LP                |                   |                 |

## Филмография
- „Корпус за бързо реагиране 2: Ядрена заплаха“ (2014)